# Pseudocalanus moultoni
Pseudocalanus moultoni is een eenoogkreeftjessoort uit de familie van de Clausocalanidae. De wetenschappelijke naam van de soort is voor het eerst geldig gepubliceerd in 1989 door Frost.